# Gerardo Flores
Gerardo Flores Zúñiga (Xochitepec, 5 febbraio 1986) è un ex calciatore messicano, di ruolo centrocampista.